# Подгоренка (платформа)
Подго́ренка — остановочный пункт Юго-Восточной железной дороги на  
линии Тамбов — Ртищево (линия не электрифицирована). Расположен в Ртищевском районе Саратовской области. Через остановочный пункт осуществляются пригородние пассажирские перевозки на Кирсанов, Тамалу, Ртищево, Беково.

## История
Открыт в 1894 году. С 2005 года располагается на территории Краснозвездинского муниципального образования Ртищевского района Саратовской области.. 

## Деятельность
Грузовые и пассажирские операции не производятся.